# Episodi di Occupied (seconda stagione)
La seconda stagione della serie televisiva norvegese Occupied è andata in onda nel 2017. In Italia è stata interamente pubblicata su Netflix il 3 maggio 2018.
| n° | Titolo originale | Titolo italiano          | Prima TV Islanda  | Pubblicazione Italia |
| -- | ---------------- | ------------------------ | ----------------- | -------------------- |
| 1  | August           | Agosto                   | 29 settembre 2017 | 3 maggio 2018        |
| 2  | September        | Settembre                | 6 ottobre 2017    | 3 maggio 2018        |
| 3  | Oktober          | Ottobre                  | 13 ottobre 2017   | 3 maggio 2018        |
| 4  | November         | Novembre                 | 20 ottobre 2017   | 3 maggio 2018        |
| 5  | Desember         | Dicembre                 | 27 ottobre 2017   | 3 maggio 2018        |
| 6  | Januar           | Gennaio                  | 3 novembre 2017   | 3 maggio 2018        |
| 7  | Februar 1        | Febbraio (prima parte)   | 10 novembre 2017  | 3 maggio 2018        |
| 8  | Februar 2        | Febbraio (seconda parte) | 17 novembre 2017  | 3 maggio 2018        |